# Liste der Mitglieder der Deutschen Akademie der Naturforscher Leopoldina/1694
Die Liste der Mitglieder der Deutschen Akademie der Naturforscher Leopoldina für 1694 enthält alle Personen, die im Jahr 1694 zum Mitglied ernannt wurden. Insgesamt gab es acht neu gewählte Mitglieder.

## Mitglieder
| Nr. | Name                     | Beiname     | Geboren       | Aufnahme | Gestorben     | Bild |
| --- | ------------------------ | ----------- | ------------- | -------- | ------------- | ---- |
| 203 | Daniel Wilhelm Moller    | Solinus I.  | 26. Mai 1642  | 7. Jan.  | 25. Feb. 1712 |      |
| 204 | Samuel Grass senior      | Mesphe II.  | 11. Juli 1653 | 31. Jan. | 29. Juni 1730 |      |
| 205 | Michael Pauli            | Asterion I. | 8. Okt. 1652  | 31. Jan. | 1729          |      |
| 206 | Johann Conrad Wepfer     | Melampus    | 7. Juli 1657  | 5. Feb.  | Juni 1711     |      |
| 207 | Daniel Gotthilf Manitius | Macer       | 11. Sep. 1668 | 5. Feb.  | 12. Sep. 1698 |      |
| 208 | Conrad Barthold Behrens  | Eudoxus I.  | 26. Aug. 1660 | 1. Sep.  | 4. Okt. 1736  |      |
| 209 | Gottfried Schulz         | Archelaus   | 10. Aug. 1669 | 16. Sep. | 1719          |      |
| 210 | Karl Rayger              | Philo II.   | 1641          | 24. Dez. | 14. Jan. 1707 |      |